# Frans De Mulder
Frans De Mulder (Kruishoutem, 14 dicembre 1937 – Deinze, 5 marzo 2001) è stato un ciclista su strada belga.
Vinse la Vuelta a España e il campionato nazionale belga di ciclismo nel 1960.

## Carriera
Passato professionista nel 1958 dopo aver vinto il campionato nazionale indipendenti nelle file della Groene Leeuw, riuscì subito ad ottenere discreti risultati nelle corse belghe, segnalandosi come passista-scalatore.
Nel 1959 conseguì risultati soprattutto nel periodo delle classiche primaverili, quando arrivò quarto alla Milano-Sanremo, settimo alla Parigi-Roubaix e conquistò il secondo posto nel challenge Weekend delle Ardenne, arrivando settimo alla Freccia Vallone e terzo nella decana, la Liegi-Bastogne-Liegi.
Nel 1960 si presentò alla sua prima grande corsa a tappe, la Vuelta a España, che vinse, conquistando anche quattro successi di tappa, con oltre un quarto d'ora di vantaggio sul connazionale Armand Desmet e sullo spagnolo Miguel Pacheco. Nella stessa stagione riuscì a conquistare piazzamenti nei primi dieci sia alla Milano-Sanremo che al Giro delle Fiandre; fu inoltre quarto nel Giro del Lussemburgo e secondo nella Gand-Wevelgem. I risultati gli permisero di essere selezionato anche per i campionati del mondo che concluse quindicesimo.
Nel 1961 tornò nuovamente alla Vuelta a España, ma non riuscì a ripetersi e fu costretto al ritiro nel corso della quattordicesima tappa. Vinse comunque diverse corse, anche se soprattutto circuiti e criterium di seconda fascia, ma ottenne anche un ottavo posto nella Kuurne-Bruxelles-Kuurne.
Partecipò al suo primo e unico Tour de France nel 1962 ma, anche qui, si ritirò senza ottenere piazzamenti significativi nelle tappe: Ottenne risultati rilevanti invece nelle corse di avvicinamento al Tour, nel Giro del Lussemburgo, infatti, riuscì a salire sul podio, terzo, sfiorando anche in un paio di occasioni il successo di tappa e vinse una tappa e la classifica a punti al Critérium du Dauphiné Libéré. Fu inoltre quarto nel campionato belga su strada, quinto alla Het Volk e terzo nel E3 Harelbeke.
Nel suo ultimo anno da professionista, il 1963, vinse una tappa al Giro del Belgio, ma non ottenne altri risultati di rilievo.
Anche suo fratello Marcel era un ciclista professionista, attivo negli anni cinquanta.

## Palmarès
- 1957 (dilettanti)

Omloop der Vlaamse Gewesten
Lambeek-Halle
1ª tappa Giro del Belgio
- 1958

Campionati belgi, prova in linea indipendenti
1ª tappa Giro delle Fiandre Occidentali
5ª tappa Tour du Limbourg Amateurs
5ª tappa, 2ª semitappa Tour de l'Ouest
- 1960

Campionati belgi, prova in linea
4ª tappa Vuelta a España
7ª tappa Vuelta a España
16ª tappa Vuelta a España
17ª tappa Vuelta a España
Classifica generale Vuelta a España
4ª tappa Giro del Lussemburgo
- 1961

Kampioenschap van Vlaanderen
Grand Prix de la Basse-Sambre
Anvers-Gand
- 1962

7ª tappa Critérium du Dauphiné Libéré
- 1963

3ª tappa 2ª semitappa Giro del Belgio
Nokere Koerse

## Altri successi
- 1958(dilettanti)

Criterium di Stad Kortrijk
Circuito di Hamme
Circuito di Curtrai
- 1959

Criterium di Handzame
- 1960

4 giorni in maglia amarillo
4ª tappa Giro del Belgio (cronosquadre)
Heusden-Destelbergen (Kermesse)
Criterium di Baasrode
Kermesse Kruishoutem
- 1961

Kermesse di Ingelmunster
Criterium di Aniche
Criterium di Zulte
- 1962

Classifica a punti Giro del Delfinato
Criterium di Zingem
Criterium di Knokke-le-Zoute
Criterium di Muscron
Criterium di Jambes
- 1963

Circuito di Nokere

## Piazzamenti

### Grandi Giri
- Tour de France

1962: ritirato
- Vuelta a España

1960: vincitore
1961: ritirato

### Classiche monumento
- Milano-Sanremo

1959: 4º
1960: 7º
1963: 71º
- Giro delle Fiandre

1960: 6º
1963: 12º
- Parigi-Roubaix

1959: 7º
- Liegi-Bastogne-Liegi

1959: 3º

### Competizioni mondiali
- Campionati del mondo

Karl-Marx-Stadt 1960 - In linea: 15º
Berna 1961 - In linea: 19º
Salò 1962 - In linea: ritirato